# Ramon Terrats
Ramón Terrats Espacio (ur. 18 października 2000 w Barcelonie) – hiszpański piłkarz występujący na pozycji pomocnika w Villarreal CF.